# Gran Premi dels Països Baixos del 1980
Resultats del Gran Premi dels Països Baixos de Fórmula 1 de la temporada 1980, disputat al Circuit de Zandvoort, el 31 d'agost del 1980.

## Resultats
| Pos | No | Pilot                 | Equip             | Voltes | Temps/ Retirada   | Pos. de sortida | Punts |
| --- | -- | --------------------- | ----------------- | ------ | ----------------- | --------------- | ----- |
| 1   | 5  | Nelson Piquet         | Brabham - Ford    | 72     | 1h 38' 13. 83     | 5               | 9     |
| 2   | 16 | René Arnoux           | Renault           | 72     | + 12.93 s         | 1               | 6     |
| 3   | 26 | Jacques Laffite       | Ligier - Ford     | 72     | + 13.43 s         | 6               | 4     |
| 4   | 28 | Carlos Reutemann      | Williams - Ford   | 72     | + 15.29 s         | 3               | 3     |
| 5   | 3  | Jean Pierre Jarier    | Tyrrell - Ford    | 72     | + 1' 00.02 min.   | 17              | 2     |
| 6   | 8  | Alain Prost           | McLaren - Ford    | 72     | + 1' 22.62 min.   | 18              | 1     |
| 7   | 2  | Gilles Villeneuve     | Ferrari           | 71     | + 1 Volta         | 7               |       |
| 8   | 11 | Mario Andretti        | Lotus - Ford      | 70     | Sense combustible | 10              |       |
| 9   | 1  | Jody Scheckter        | Ferrari           | 70     | + 2 Voltes        | 12              |       |
| 10  | 9  | Marc Surer            | ATS - Ford        | 69     | + 3 Voltes        | 20              |       |
| 11  | 27 | Alan Jones            | Williams - Ford   | 69     | + 3 Voltes        | 4               |       |
| Ret | 4  | Derek Daly            | Tyrrell - Ford    | 60     | Frens             | 23              |       |
| Ret | 23 | Bruno Giacomelli      | Alfa Romeo        | 58     | Accident          | 8               |       |
| Ret | 31 | Eddie Cheever         | Osella - Ford     | 38     | Motor             | 19              |       |
| Ret | 29 | Riccardo Patrese      | Arrows - Ford     | 29     | Motor             | 14              |       |
| Ret | 15 | Jean Pierre Jabouille | Renault           | 23     | Direcció          | 2               |       |
| Ret | 22 | Vittorio Brambilla    | Alfa Romeo        | 21     | Accident          | 22              |       |
| Ret | 41 | Geoff Lees            | Ensign - Ford     | 21     | Accident          | 24              |       |
| Ret | 7  | John Watson           | McLaren - Ford    | 18     | Motor             | 9               |       |
| Ret | 20 | Emerson Fittipaldi    | Fittipaldi - Ford | 16     | Frens             | 21              |       |
| Ret | 43 | Nigel Mansell         | Lotus - Ford      | 15     | Frens             | 16              |       |
| Ret | 12 | Elio de Angelis       | Lotus - Ford      | 2      | Accident          | 11              |       |
| Ret | 25 | Didier Pironi         | Ligier - Ford     | 2      | Accident          | 15              |       |
| Ret | 6  | Hector Rebaque        | Brabham - Ford    | 1      | Caixa canvi       | 13              |       |
| NVQ | 50 | Rupert Keegan         | Williams - Ford   |        |                   |                 |       |
| NVQ | 14 | Jan Lammers           | Ensign - Ford     |        |                   |                 |       |
| NVQ | 30 | Mike Thackwell        | Arrows - Ford     |        |                   |                 |       |
| NVQ | 21 | Keke Rosberg          | Fittipaldi - Ford |        |                   |                 |       |
| NVS | 30 | Jochen Mass           | Arrows - Ford     |        | Pilot amb ferides |                 |       |

## Altres
- Pole: René Arnoux 1' 17. 44

- Volta ràpida: René Arnoux 1' 19. 35 (a la volta 67)